# Niaouli
Melaleuca quinquenervia
Pour les articles homonymes, voir Niaouli (homonymie).
Espèce
Classification phylogénétique
Le niaouli (Melaleuca quinquenervia) est une espèce de plantes à fleurs de la famille des Myrtaceae. C'est un arbre originaire de la côte orientale de l'Australie et de la Nouvelle-Calédonie.
L'espèce a été plantée dans de nombreuses régions tropicales pour l'exploitation de son bois, de ses fleurs pour la production de miel ou de ses feuilles pour la production d'huile essentielle. Le niaouli est aussi utilisé comme plante d'ornement dans de nombreuses contrées tropicales, mais est parfois devenu une espèce exotique envahissante, perturbant notamment les écosystèmes marécageux comme dans les Everglades, en Floride.

## Étymologie
Le terme de latin scientifique melaleuca est composé de deux termes empruntés au grec : melas (μέλας, « noir ») et leucos (λευκός, « blanc »), en raison des contrastes de couleur entre la base du tronc et les branches de l'espèce type (telle qu'elle pouvait être connue de Linné à travers la description de Rumphius).
L'épithète spécifique quinquenervia est composée de deux termes latins : quinque « cinq » et nervus « nerf », en référence aux cinq nervures des feuilles.
Le terme de niaouli dérive de yauli dans la langue de l'archipel Bélep à l'extrême nord de la Grande Terre dans l'aire coutumière Hoot ma Waap (Nouvelle-Calédonie). Il est aussi appelé « l'arbre à peau », en raison d'une écorce s'exfoliant en grandes plaques de « peau » qui se détachent du tronc. Les Australiens les comparent à des feuilles de papier, ce qui explique le nom de Paper Bark Tea Tree ou de Broad-leaved paper bark qu'ils donnent à l'arbre.

## Nomenclature et synonymes
Melaleuca quinquenervia manifeste une instabilité morphologique importante en Australie ou en Nouvelle-Calédonie. En Nouvelle-Calédonie, où il était connu sous le nom local de niaouli, il fut longtemps appelé Melaleuca viridiflora Gaertn. À Madagascar, les ouvrages de botanique présentent le niaouli, sous le nom de Melaleuca viridiflora Sol. ex Gaertn., très souvent mis en synonymie avec Melaleuca leucadendra L. Mais selon Ramanoelina et al., des études ont montré que le niaouli malgache appartient à l'espèce Melaleuca quinquenervia (Cav.) S.T. Blake.
Une étude de Craven et Barlow a montrée la nécessité de revoir le statut de plusieurs espèces de Melaleuca. Les deux espèces M. quinquenervia et M. viridiflora appartiennent à un groupe de mélaleucas, désigné comme « Complexe Melaleuca leucadendra ». Suivant Craven (2003), il rassemble les 15 espèces suivantes : 1. M. arcana, 2. M. argentea, 3. M. cajuputi Powell., 4. M. clarksonii, 5. M. cornucopiae, 6. M. dealbata, 7. M. fluviatilis, 8. M. lasiandra, 9. M. leucadendra (L.) L., 10. M. nervosa, 11. M. quinquenervia (Cav.) Blake, 12. M. saligna, 13. M. sericea, 14. M. stenostachya, 15. M. viridiflora Sol.
Ces espèces sont caractérisées par des feuilles persistantes, odorantes, et larges et une écorce s'exfoliant en larges bandes. Elles se rencontrent à l'état naturel au nord-est de l'Australie tandis que M. quinquefolia s'étend sur la côte orientale australienne jusqu'à Sydney et en Nouvelle-Calédonie.
Selon The Plant List, Melaleuca quinquenervia possède pour synonymes :
- Metrosideros quinquenervia Cav.
- Melaleuca viridiflora var. rubriflora Pancher ex Brongn. & Gris
- Melaleuca leucadendra var. coriacea / albida (Poir.) Cheel
- Melaleuca smithii R.T.Baker
- Melaleuca maidenii R.T.Baker

## Description
Le niaouli, est un arbre en général de taille moyenne (de 4 à 12 m) mais pouvant atteindre 25 m. Il a souvent une silhouette tortueuse, rarement droite.
Le tronc est couvert d'une écorce blanchâtre, épaisse de plus d'un centimètre, spongieuse mais laminée en nombreuses couches qui se détachent en larges bandes. Les jeunes rameaux sont densément soyeux et les jeunes feuilles blanchâtres, velues et brillantes.
Comme la plupart des espèces du genre Melaleuca, le niaouli est caractérisé par des feuilles persistantes, odorantes, se plaçant dans un plan vertical. Les feuilles sont lancéolées à oblancéolées, coriaces, de 5 à 9 cm de long, sur 0,6 à 2,4 cm de large. Elles sont parcourues par 5 nervures parallèles.
Les inflorescences terminales sont de faux épis, de 4 à 8 cm de long sur environ 3 cm de large. Les fleurs sont généralement blanches ou blanc crème (rarement jaunes) et groupées par trois. Chacune comporte 5 sépales libres, 5 pétales (avec des glandes linéaires et elliptiques) et de nombreuses étamines (de 30 à 40, groupées en 6-9 faisceaux).
En Nouvelle-Calédonie, la floraison et la fructification s'étalent toute l'année, en fonction des conditions climatiques. Les fleurs sont pollinisées par les abeilles, les oiseaux (notamment les perruches) et les roussettes.
Les fruits sont de petites capsules, en forme de coupe, glabres, renfermant des milliers de graines.
|                   |          |               |
| Écorce de niaouli | Feuilles | Inflorescence |

## Distribution

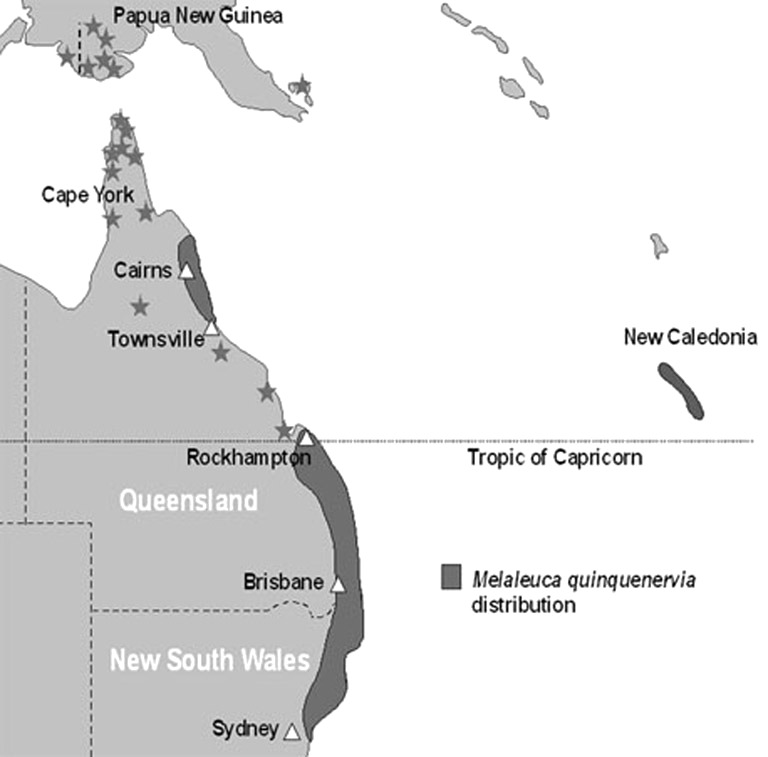
Distribution

Melaleuca quinquenervia est originaire de la côte sud-est de l'Australie, jusqu'à Sydney, de la Nouvelle-Calédonie (sur la côte ouest et dans le nord du Territoire) et de la Nouvelle-Guinée. Le niaouli a été introduit en Guyane française, Afrique de l'Est (Ouganda, Kenya, Tanzanie), en Égypte, Cameroun, Bénin, Malaisie, Philippines, Viêt Nam, Indonésie et Madagascar.
En Nouvelle-Calédonie, le niaouli pousse dans la brousse, les formations secondarisées et les zones humides (marécages, zones inondables, estuaires…). La savane à niaouli apparaît après la destruction de la forêt sèche primaire par le défrichement et les feux répétés. Elle est liée à l'essor de l'élevage, introduit par les Européens à partir de 1850 dans les plaines littorales. Elle constitue une des formations les plus étendues de Nouvelle-Calédonie. Les niaoulis peuvent se maintenir ensuite malgré les feux de brousse réguliers, grâce aux propriétés ignifuges des multiples couches de liège qui couvrent le tronc,. Mais il semble que les formations en équilibre avec le milieu (dites climaciques) soient celles des zones marécageuses. Car c'est là que les niaoulis ont le plus beau développement. Ce sont en outre des formations qui livrées à elles-mêmes, restent inchangées alors que les savanes à niaoulis disparaissent devant la concurrence d'autres plantes.
Le niaouli est une essence robuste, peu exigeante et qui s'adapte à de nombreuses conditions. Il se rencontre partout, du niveau de la mer jusqu'à 900–1000 m d'altitude, sur toutes les expositions. Peu à peu, il a fini par couvrir 40 % de la Nouvelle-Calédonie (Cherrier, 1981).
Dans les autres régions tropicales où il a été introduit, le niaouli est généralement planté en basse altitude pour l'exploitation de son bois, de ses fleurs pour la production de miel ou de ses feuilles pour la production d'huile essentielle. Il a été aussi introduit comme arbre d'ornement, comme c'est le cas à La Réunion où on l'observe dans les parcs et les jardins. Il s'est naturalisé mais ne présente pas pour le moment de menace importante.
Introduit en 1886 en Floride pour l'ornement, il fut aussi largement planté afin de prévenir l'érosion des sols. Il s'y est naturalisé et est devenu depuis une espèce envahissante, perturbant les écosystèmes marécageux comme dans les Everglades, en Floride.
| |                                                                        |
| Forêt à niaouli et Livistona australis Wyrrabalong National Park (en), Nouvelle-Galles du Sud, Australie | Savane à Niaoulis formation ouverte très étendue en Nouvelle-Calédonie |

## Usages
En Nouvelle-Calédonie, on peut distinguer les usages traditionnels suivants :
- Le bois est utilisé pour faire des poteaux (bois de mine, piquets de clôture), de la pâte à papier, du bois d’œuvre (parquets, ponts de bateaux...), du bois de feu et du charbon de bois.
- Les feuilles donnent par distillation l'huile essentielle de niaouli, appelée aussi goménol. Mélangée à de l'huile, elle sert à masser les muscles douloureux. L'infusion des feuilles servait traditionnellement à laver les enfants et les malades dans la région de langue ajië et leur décoction pour lutter contre la grippe dans la région de langue xârâcùù (enquête IRD inéd. d'après Gaydou et als[1]).
- L'écorce est constituée de couches successives de suber (ou liège) qui donnent la peau de niaouli. Elle sert principalement pour couvrir les toits et les parois des cases. Le grand pouvoir isolant du suber confère étanchéité et isolation thermique aux habitations[1]. À l'île des Pins, la peau de niaouli servait à couvrir les fours enterrés. Elle est utilisée aussi pour faire des torches[10]. Autrefois, il était d'usage à la naissance d'un enfant de l'envelopper dans la peau de niaouli afin de lui assurer force et protection[17].
- Les fleurs pollinisées par les abeilles donnent un très bon miel.
- Les plantations de niaouli servent de brise-vent et à la lutte contre l'érosion dans les zones dégradées.

## Importance du niaouli dans la culture kanak
Arbre typique de la Nouvelle-Calédonie, il est l'un de ses emblèmes et les Kanaks y sont sentimentalement attachés. On donnait son nom aux poilus néocalédoniens, partis combattre en métropole au sein du bataillon mixte du Pacifique lors de la Première Guerre mondiale.
En 1975, quand démarre sur le plateau de Tango l'opération de reboisement qui vise à constituer une forêt de Pinus caribaea en lieu et place des savanes à niaoulis, les populations mélanésiennes expriment leur incompréhension et leur mécontentement.
« Depuis toujours, les niaoulis ont été les arbres de notre pays et les compagnons de nos ancêtres. Ils ont rendu beaucoup de services. [...] C'est avec leur 'peau' que nous avons couvert nos toits ; et jusqu'aux murs de nos cases. Ils nous ont donné nos médicaments ; le feu de nos foyers était alimenté par leurs branches… Or voici que nous sommes occupés à tuer ces arbres qui ont été bons pour nous [...] »
Traditionnellement, les nouveau-nés des tribus kanaks sont enveloppés dans de l'écorce de niaouli afin de les protéger et de leur donner de la force.

## L'huile essentielle de niaouli
L'huile essentielle est souvent utilisée pour les douleurs comme les rhumatismes, les courbatures ou encore les coups de froid.

## Philatélie
Cette espèce figure sur un timbre émis par l'OPT en 1982, dessiné par Huguette Sainson, et sur un autre de 2014, dessiné par Jean-Paul Véret-Lemarinier.

## Photos

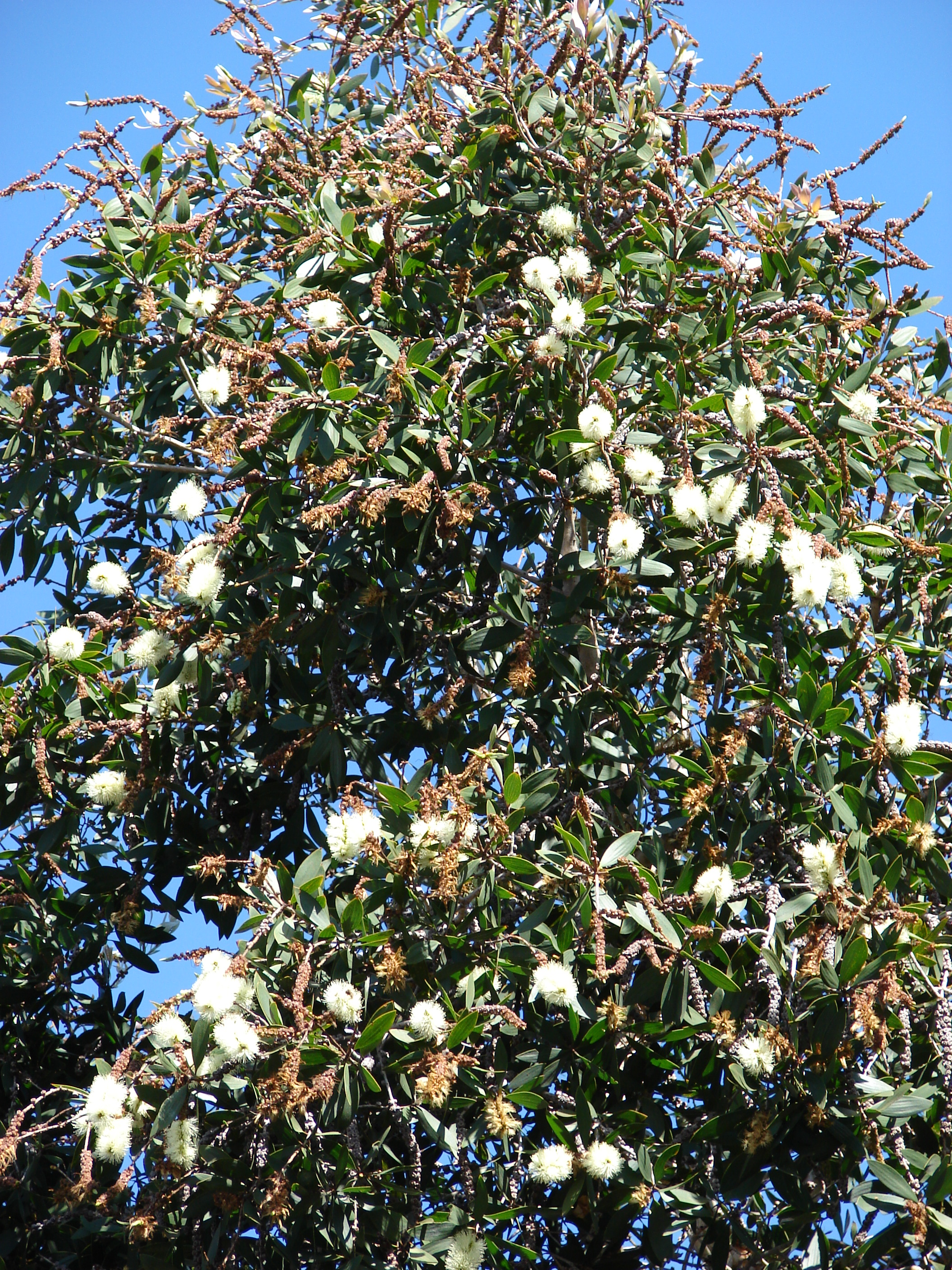
Fleurs et fruits.
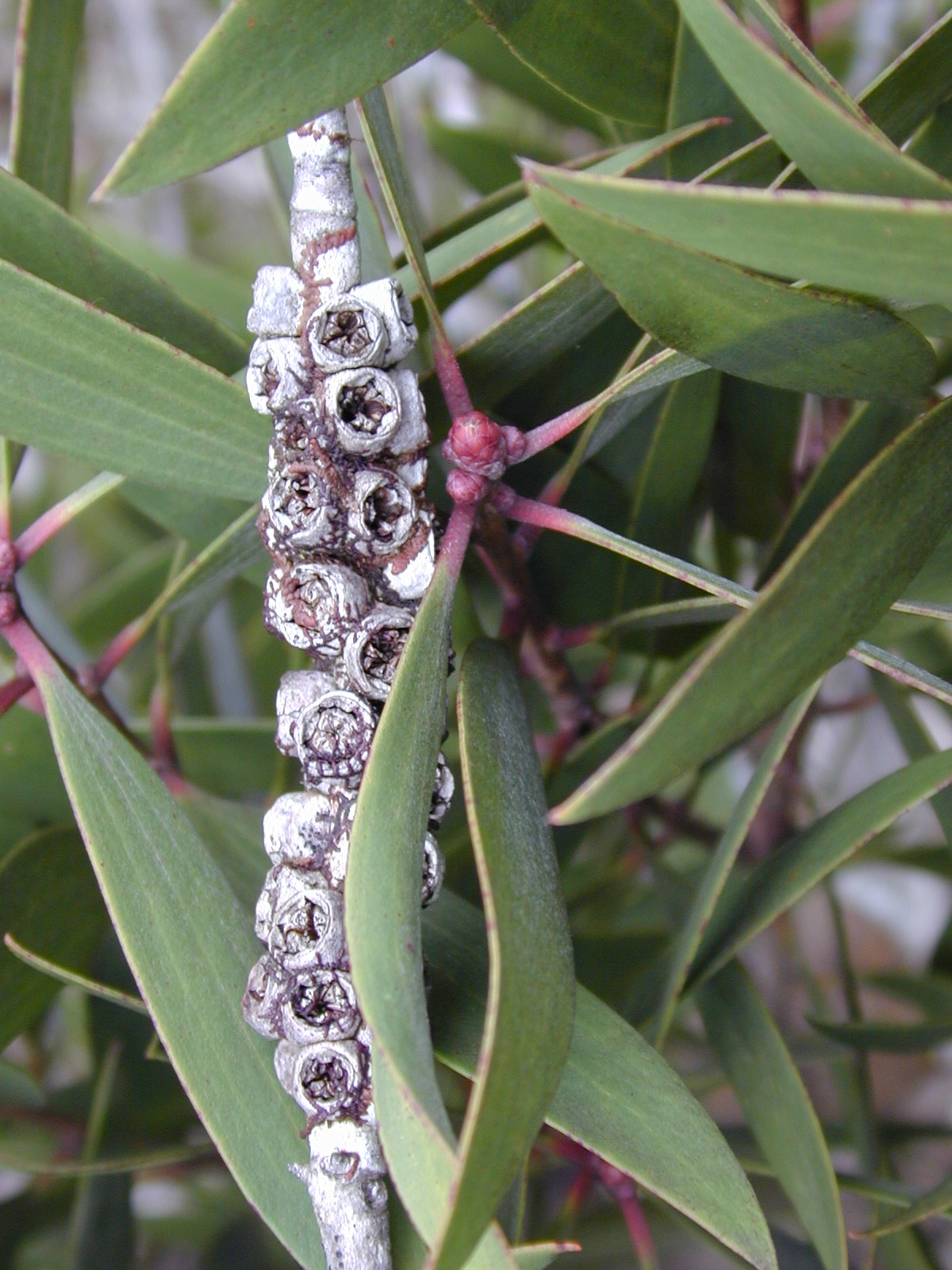
Fruits : capsules loculicides enfermant de nombreuses graines.
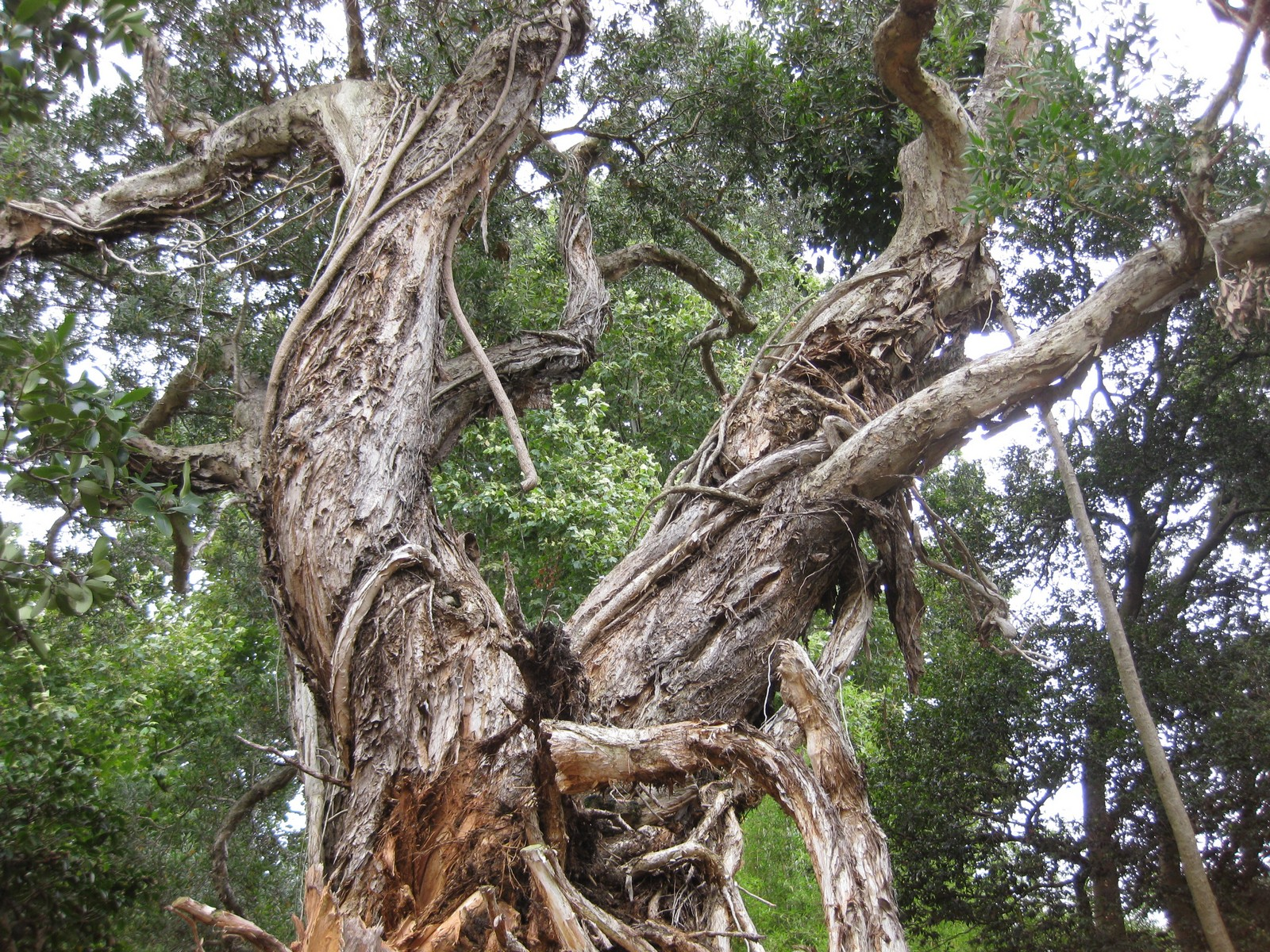
Tronc.
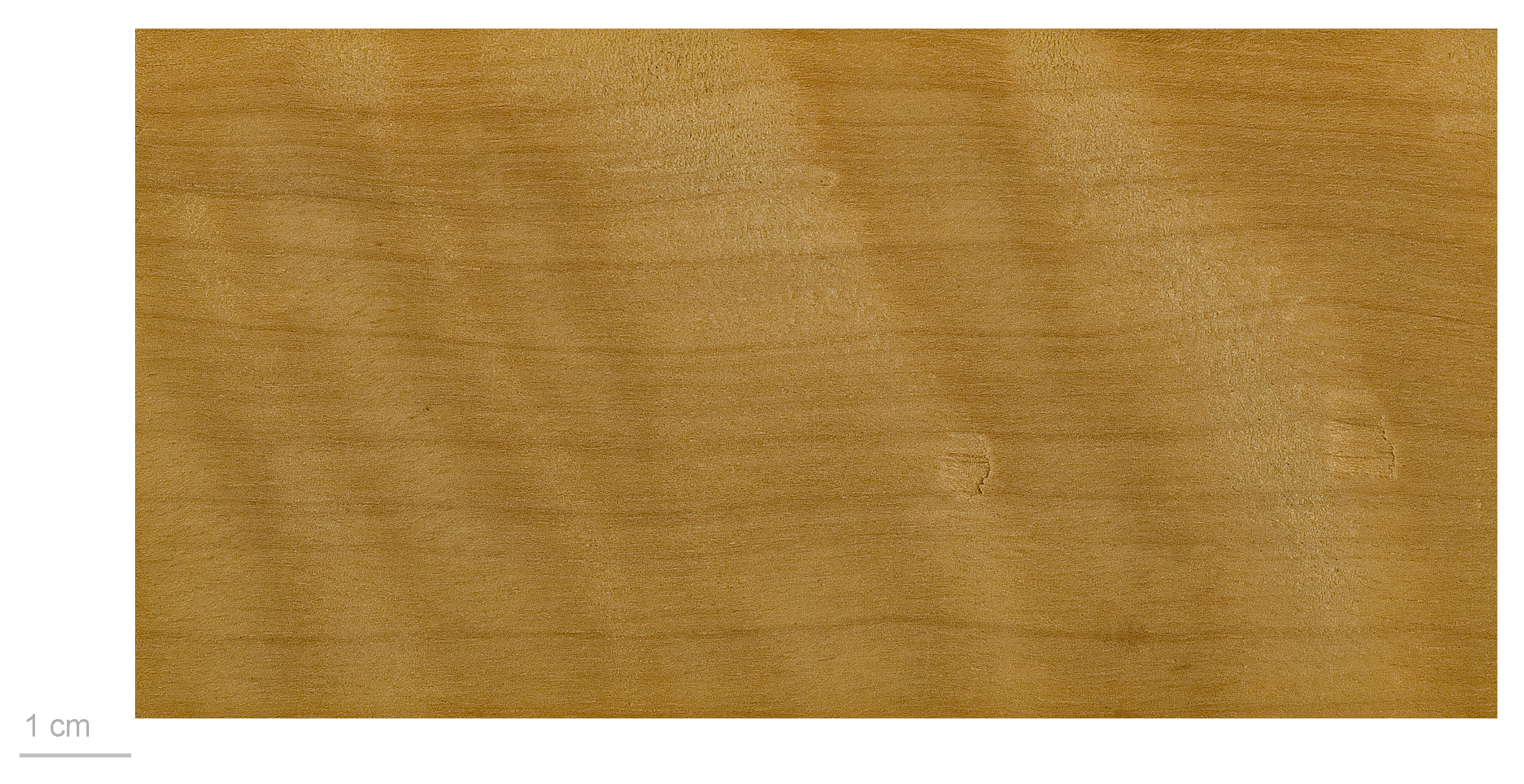
Le bois de niaouli est jaune rosé, utilisé pour les piquets de clôture (muséum de Toulouse).